# Indestructible (film, 2004)
Pour les articles homonymes, voir Indestructible, Incontrôlable et Unstoppable.
Indestructible ou Incontrôlable, (Unstoppable) est un film américain réalisé par David Carson, sorti en 2004.
En France, le film est sorti directement en DVD le 16 février 2006.

## Synopsis
Pris par erreur pour un agent de la CIA, un ancien membre des forces spéciales se voit administrer un poison violent. Il s'évade et recherche un antidote.

## Fiche technique
- Titre original : Unstoppable
- Titre français[1],[2],[3] : Indestructible (titre seulement pour la télévision[2])
- Réalisation : David Carson
- Scénario : Tom Vaughan
- Photographie : Ward Russell
- Musique : Louis Febre
- Pays d'origine :  États-Unis
- Langue originale : anglais
- Durée : 105 minutes
- Dates de sortie :
  - États-Unis : 30 octobre 2004 (sortie limitée[2])
  - France : 16 février 2006 (directement en DVD[1])

## Distribution
- Wesley Snipes (VF : Thierry Desroses ; VQ : Jean-Luc Montminy) : Dean Cage
- Jacqueline Obradors (VF : Déborah Perret ; VQ : Pascale Montreuil) : l'inspecteur Amy Knight
- Stuart Wilson (VF : Pierre Dourlens ; VQ : Hubert Gagnon) : Sullivan
- Kim Coates (VQ : Daniel Picard) : Peterson
- Mark Sheppard (VQ : Alain Zouvi) : Leitch
- Adewale Akinnuoye-Agbaje (VF : Greg Germain ; VQ : Guy Nadon) : agent Junod
- Vincent Riotta (en) (VQ : Pierre Auger) : l'inspecteur Jay Miller
- David Schofield (VF : Pierre Laurent ; VQ : Luis de Cespedes) : le docteur Collins
- Nicholas Aaron (VQ : Joël Legendre) : McNab
- Kim Thomson (VQ : Manon Arsenault) : agent Kennedy
- Jo Stone-Fewings (VQ : Marc-André Bélanger) : agent Gabriel
- Cristian Solimeno (VQ : Antoine Durand) : Scott Knight
- Gary Oliver : le chauffeur de Sullivan
- Andrew Pleavin : Cherney